# Axel Arrhenius
Johan Axel Israel Arrhenius, född den 14 november 1858 i Tavastehus, död 1950, var en finlandssvensk lärare och botanist. Auktorsnamnet A.Arrh. kan användas för Axel Arrhenius i samband med ett vetenskapligt namn inom botaniken; se Wikipediaartiklar som länkar till auktorsnamnet.
Arrhenius blev filosofie magister i Helsingfors 1882, lärare vid Nya svenska läroverket där 1889, var dess rektor 1895-1903 och lärare vid Lundsbergs skola 1903-20. Han publicerade en stor mängd bidrag till Finlands och Skandinaviens flora och var en av dessa länders främsta Salixkännare.